# ブルーノVz.37重機関銃
ブルーノZB Vz.37重機関銃（ブルーノZB Vz.37じゅうきかんじゅう）は、1937年にチェコスロバキアで開発された重機関銃である。

## 開発経緯
1907年にオーストリア＝ハンガリー帝国の制式機関銃となったシュワルツローゼ重機関銃は、第一次世界大戦で活躍した。この重機関銃は、当時オーストリア人であったシュワルツローゼが設計しステアーダイムラー社により生産、第一次大戦後もオランダ・ハンガリーなど多くのヨーロッパ諸国に採用された。
大戦後、オーストリアから独立を果たしたチェコスロバキアの陸軍は、このシュワルツローゼM1907重機関銃を7.92x57mmモーゼル弾用に改修して引き続き使用してはいたがこれには満足せず、早くも1919年には旧式化を理由に新型重機関銃の開発研究を開始している。

## ブルーノZB Vz.37重機関銃の登場
シュワルツローゼは、特に生産後期型では機関部の故障などは少なく、当時としては比較的優秀な重機関銃であったが、水冷式のため重くて機動性に欠け、冷却水の確保運搬も扱いづらさを増していた。そこで、陸軍は1930年に重量軽減を主眼とする仕様を策定し、1932年のZB50、1933年のZB52の試作を経て、1935年にZB53が完成、1937年にZB53はブルーノZB Vz.37重機関銃として制式採用された。
原型は、当時ブルノ兵器廠の銃技師であったホレック兄弟（ヴァーツラフ&エマニエル）により設計された。弾薬には7.92x57mmモーゼル弾を使用し、給弾方式にはメタルリンクのベルト式（100連または200連）を採用した。
給弾は銃の右側から、非分離式の金属製弾帯で行う。ガス圧作動方式だがショートリコイル機構も併用しており、発射するとまず銃身グループが反動で後退し、次いでガスピストンがガス圧で作動する。機関部はブルーノZB26軽機関銃と同様の構成で、シュワルツローゼに比べて簡略化され、長期間使用しても故障が少なかった。射撃モードとして単射と連射を選択でき、ボルトグループの後退ストロークを変更する部品を機関部に内蔵したことにより、連射の発射速度を銃の外部から500発/分と700発/分の2段階で変更することが可能であった。ボルトグループを手動で後退させるためのハンドル類は無く、のちのvz. 52軽機関銃のように、グリップを前後動させてコッキングする構造であった。銃身の冷却機構には空冷式を採用し、簡単に交換できるように改良された。銃身の左右を覆うカバーは独立した部品ではなく、レシーバーと一体の状態で削り出し加工された。銃架には三脚型を使用し、対空射撃に使用することも可能であった。
大日本帝国の九二式重機関銃やソビエト連邦のゴリューノフSG43と並ぶ近代戦対応型の極めて攻撃的性格の強い重機関銃であるが、これらと同様、汎用機関銃（GPMG）であるMG34/MG42の前には少々陳腐の感は否めない。

## その後
Vz.37は、1937年からチェコスロバキア軍の支援機関銃として配備が進められたが、自国の国防のためにその真価を発揮することはなかった。ナチス・ドイツによる保護領化（チェコスロバキア併合）の後もブルノ兵器廠での製造は続けられ、ドイツ敗戦によりいったん停止したものの再独立後には生産を再開、最終的には1947年まで製造されている。
また、Vz.37はZB53の名称で世界各国に輸出され、中華民国やベネズエラ、ユーゴスラビア、ルーマニアなどに広く輸出された。イギリスでは、戦車搭載用にベサ機関銃の名前でバーミンガム・スモール・アームズがライセンス生産した。ドイツ軍はMG37(t)と命名し、1939年-1940年にかけて陸軍の二線級部隊と武装親衛隊で終戦まで使用している。
戦後も「鉄のカーテン」以前の短い期間ながら、中東諸国などに輸出された。